# Cananea (comune)
Cananea è una municipalità dello stato di Sonora, nel Messico settentrionale, il cui capoluogo è la località di Heroica Ciudad de Cananea.
La municipalità conta 35.892 abitanti (2010) e ha un'estensione di 2.312,01 km².
Il nome della località in lingua apache significa carne di cavallo.